# 阿什当 (阿肯色州)
阿什當（英語：Ashdown）是一個位於美國阿肯色州利特爾里弗縣的城市。根據2020年美國人口普查，該地人口為4261人，而該地的面積約為18.56平方千米。同時該地也是利特爾里弗縣的縣治。

## 地理
阿什當的座標為33°40′24″N 94°07′38″W / 33.67333°N 94.12722°W，而該地的平均海拔高度為98米（即322英尺）。